# Les Amis de la Terre France
Les Amis de la Terre France (Friends of the Earth France) ist eine unabhängige französische Nichtregierungsorganisation mit Sitz in Montreuil und wurde 1970 gegründet.
Die Organisation hat ca. 1500 Mitglieder in 21 lokalen Gruppen in ganz Frankreich. Friends of the Earth France gibt alle drei Monate ein Magazin heraus, das über die aktuellen Kampagnen informiert. Der Verein ist Mitglied im Netzwerk von Friends of the Earth International.
Die Hauptarbeitsgebiete sind:
- Regenwaldschutz
- Kampagnen, die bei internationalen Finanzinstitutionen wirksam werden
- Landwirtschaft, Biotechnologie und gentechnisch veränderte Organismen
- Nachhaltige Produktion
- Klima, Energie und Verkehr
- Kernkraft-Themen